# El Grinch (película de 2018)
El Grinch (también conocido como Dr. Seuss' The Grinch) es una película animada por ordenador producida por Illumination y distribuida por Universal Pictures. Basada en la historia de 1957 del Dr. Seuss ¡Cómo el Grinch se robo la Navidad!, es la tercera adaptación en pantalla de la historia, siguiendo al especial de televisión de 1966 del mismo nombre y la versión del año 2000 también del mismo nombre protagonizada por Jim Carrey. También marca la segunda adaptación cinematográfica del Dr. Seuss producida por Illumination, siguiendo después de The Lorax en 2012. La película fue dirigida por Yarrow Cheney y Scott Mosier, escrita por Michael LeSieur y protagonizada por Benedict Cumberbatch. La película fue estrenada por Universal Pictures el 9 de noviembre de 2018. La película recibió una versión Real D 3D e IMAX 3D. Es la última adaptación cinematográfica del Dr. Seuss estrenada durante la vida de la viuda de Seuss, Audrey Geisel, quien trabajó como productora ejecutiva de la película y murió el 18 de septiembre de 2018, seis semanas antes del estreno de la película.

## Argumento
En la ciudad de Villa Quién, las criaturas llamadas Quienes están llenas de entusiasmo por la celebración de la Navidad. Sin embargo, el único que no se divierte es una criatura cascarrabias y de pelaje verde llamada el Grinch.
Mientras tanto, Cindy Lou, de 6 años, se da cuenta de que su madre, Donna, está sobrecargada de trabajo tratando de cuidarse a sí misma y a sus hermanos gemelos, Buster y Bean. Decidiendo inicialmente enviar una carta a Papá Noel para ayudar a su madre, Cindy se encuentra con el Grinch. Sarcásticamente le dice que, si el asunto es tan urgente, tendrá que hablar con Papá Noel cara a cara al respecto. Ella toma esta respuesta literalmente e intenta ir al Polo Norte para hablar con él, pero cuando Donna le dice que le tomaría un mes viajar allí, en cambio decide intentar atrapar a Papá Noel con la ayuda de sus amigos.
Con la Navidad aproximándose, un intento fallido del Grinch de arruinar una ceremonia de encendido de árboles hace que tenga un flashback sobre su infancia que pasó solo y no deseado en un orfanato. El Grinch pronto decide que le robará la Navidad a Villa Quién para aliviar su angustia. Luego adquiere un reno gordo al que llama Fred y le roba un trineo a su amigable vecino, el Sr. Bricklebaum. Después de una prueba, el Grinch descubre que Fred tiene una familia y acepta dejar que Fred se vaya a casa con ellos.
En la víspera de Navidad, después de hacer un disfraz de Papá Noel y de fabricar docenas de artilugios para ayudarlo con su plan, el Grinch y su perro mascota Max, que tira del trineo en el lugar de Fred, van a Villa Quién para robar las decoraciones y los regalos. Pronto se encuentra con Cindy después de caer en su trampa; su solicitud de ayudar a aliviar la carga de trabajo de su madre y su amable consejo sobre escuchar el canto de los Quién para aliviar su tristeza toca el corazón del Grinch. A pesar de esto, el Grinch continúa su misión, incapaz de dejar ir la soledad que le trajo la Navidad.
Después de robar todos los regalos y decoraciones de Navidad, el Grinch y Max regresan al Monte Crumpit para deshacerse de ellos. Los Quien se despiertan y se sorprenden al ver que los regalos y las decoraciones se han ido. Cindy cree que ella tiene la culpa por su trampa, pero Donna le dice que la Navidad no se centra en los regalos y que Cindy es lo mejor que le ha pasado. Los Quien se unen para cantar, lo que deja perplejo al Grinch al ver que están celebrando la Navidad a pesar de sus robos. Al ver a Cindy y recordar su consejo, el Grinch se sumerge en su canto, haciendo que su pequeño corazón triplique su tamaño. Luego, el trineo cae del Monte Crumpit y el Grinch intenta salvarlo. Lo consigue cuando Fred y su familia acuden en su ayuda. Después de asegurar el trineo, el Grinch y Max se deslizan de regreso a Villa Quién para devolver los artículos robados, y el Grinch admite sus fechorías y se disculpa con los Quienes antes de regresar a su cueva, avergonzado de lo que ha hecho.
Sintiendo pena por el Grinch, Cindy más tarde lo invita a celebrar la Navidad en su casa, a la que asiste con torpeza. Cuando se sienta a cenar, confiesa que no era realmente la Navidad lo que despreciaba, sino estar solo y descuidado. Con esto, el Grinch finalmente acepta la amistad de los Quienes y disfruta de la Navidad con ellos.

## Elenco
- Benedict Cumberbatch como el Grinch.
- Cameron Seely como Cindy Lou Quien.

## Doblaje en Latinoamérica
- Eugenio Derbez como el Grinch.
- Fanny Lu como Donna.
- Enrique Cervantes como Bricklebaum.
- Estefanía Piedra como Cindy Lou Quien.
- Mariano Osorio como el narrador.

## Doblaje en España
- Ernesto Alterio como el Grinch.
- Catherina Martínez como Donna.
- Paloma Escola como la alcaldesa.
- Francisco Javier Martínez como Bricklebaum.
- Miguel Ángel Garzón como el narrador.
- Nano Castro como el conductor del bus y un sonámbulo

## Estreno
La película originalmente estaba programada para ser estrenada el 8 de diciembre de 2017, pero en junio de 2016 fue retrasada hasta el 9 de noviembre de 2018.

## Marketing
Un gran globo de El Grinch y Max debutó en el 91 ° Desfile del Día de Acción de Gracias de Macy's en 2017 para promocionar la película. El primer tráiler oficial fue lanzado el 8 de marzo de 2018.
La versión japonesa incluye una canción de Perfume llamada “Tiny Baby”.

## Recepción
The Grinch ha recibido reseñas mixtas de parte de la crítica y de la audiencia. En el sitio web especializado Rotten Tomatoes, la película posee una aprobación de 59%, basada en 194 reseñas, con una calificación de 6.0/10, mientras que de parte de la audiencia tiene una aprobación de 51%, basada en 11 100 votos, con una calificación de 3.2/5.
El sitio web Metacritic le ha dado a la película una puntuación de 51 de 100, basada en 32 reseñas, indicando "reseñas mixtas". Las audiencias encuestadas por CinemaScore le han dado a la película una "A-" en una escala de A+ a F, mientras que en el sitio IMDb los usuarios le han dado una calificación de 6.3/10, sobre la base de 71 329 votos. En la página FilmAffinity la cinta tiene una calificación de 5.4/10, basada en 2471 votos.
David Ehrlich del sitio web IndieWire le dio una C- a la película, diciendo que los chistes no tienen esfuerzo alguno y que el filme es el equivalente cinematográfico de Candy Crush y sigue teniendo la misma fórmula de Illumination de hacer películas mediocres para niños pequeños. MaryAnn Johanson del sitio Flick Filosopher hizo una reseña negativa de la película, diciendo que el pueblo Whoville de la película le falta conflicto y que Benedict Cumberbatch como el Grinch es lo único mínima mente rescatable de la película. Petrana Radulovic del sitio web Polygon hizo una reseña positiva de la película, mencionando que la hizo llorar y diciendo: "El Grinch no intenta nada nuevo, pero toma todos los elementos familiares de la original y los entrega de las maneras más encantadoras". Johnny Oleksinski del periódico New York Post hizo una reseña negativa de la película, mencionando que se siente innecesaria, y que lo mejor de la película es Max, diciendo:
"Esta película es una mejor opción para los niños y adultos que no pueden con el monstruo enojado y diabólico de las películas pasadas".